# ۱۳۵۵ (خورشیدی)
سال ۱۳۵۵ هجری خورشیدی سالی عادی بود.

## رویدادها
- ۱۱ اردیبهشت - شرکت هواپیمایی ملی ایران (هما) یک خط هوایی با بویینگ ۷۴۷ بین تهران، لندن و نیویورک ایجاد می‌کرد.
- ۳۰ اردیبهشت - دولت ایران به سازمان آزادیبخش فلسطین پروانه گشایش دفتر در تهران می‌داد.

## زادروزها
- ۱ فروردین - حسن ریوندی، استندآپ کمدی و مجری
- ۲ خرداد - سپیده جدیری، شاعر، مترجم و روزنامه‌نگار
- ۷ خرداد - محمدرضا صولتی، دوبلور
- ۱۳ خرداد - فرهاد مجیدی، فوتبالیست
- ۲۱ خرداد - هادی ساعی، ورزشکار ایرانی و قهرمان تکواندو جهان و المپیک
- ۲۲ تیر - مجید یاسر، بازیگر
- ۳۰ تیر - وحید هاشمیان، فوتبالیست
- ۱۵ مرداد - علی‌رضا بذرافشان، فیلم‌نامه‌نویس و کارگردان
- ۲۱ مرداد - مهدی یغمایی، خواننده
- ۲۰ شهریور - نسرین نصرتی، بازیگر
- ۲۰ شهریور - مسیح علی‌نژاد، روزنامه‌نگار
- ۳۱ شهریور - محمد قوچانی، روزنامه‌نگار
- ۲۵ مهر - سینا ولی الله
- ۴ بهمن - بهنام تشکر، بازیگر، دوبلور
- ۱۵ بهمن - میترا حجار، بازیگر
- ۱۱ اسفند - سیامک فراهانی، فوتبالیست و مربی فوتبال
- سعید بهاءلو، پزشک ارتفاع فدراسیون کوهنوردی
- مانی کسراییان، بازیگر

## درگذشت‌ها
- ۱۹ تیر - عبدالحسین میرسپاسی، روانپزشک |ایرانی (ز. ۱۲۸۶)
- ۱ مرداد  - افشین مقدم، خواننده
- ۱۳ شهریور - محسن هشترودی، ریاضی‌دان، فیلسوف و شاعر
- ۱۹ آذر - حاج آقا رحیم ارباب، از علمای اصفهان
- ۳۰ دی - نورعلی برومند، استاد موسیقی و نوازنده (ز. ۱۲۸۵)